# Euthyphleps rectivenis
Euthyphleps rectivenis es una especie de mantis de la familia Toxoderidae.

## Distribución geográfica
Se encuentra en Nepal.